# Кубок Азии по волейболу среди женщин 2010
2-й розыгрыш Кубка Азии по волейболу среди женщин прошёл с 19 по 25 сентября 2010 года в Тайцане (Китай) с участием 8 национальных сборных команд. Чемпионский титул во 2-й раз подряд выиграла сборная Китая.

## Команды-участницы
Таиланд, Китай, Япония, Южная Корея, Казахстан, Тайвань, Вьетнам, Иран (8 лучших команд по итогам чемпионата Азии 2009 года).

## Система проведения турнира
8 команд-участниц на предварительном этапе разбиты на две группы. Согласно занятых мест в группах все участники распределены на пары в 1/4-финала плей-офф. Победители пар выходят в полуфинал и по системе с выбыванием разыгрывают 1—4-е места. Итоговые 5—8-е места по такой же системе разыгрывают проигравшие в 1/4-финала.

## Предварительный этап

### Группа А
| М | Команда     | 1   | 2   | 3   | 4   | И | В | П | С/П | О |
| - | ----------- | --- | --- | --- | --- | - | - | - | --- | - |
| 1 | Китай       |     | 3:0 | 3:0 | 3:0 | 3 | 3 | 0 | 9:0 | 6 |
| 2 | Южная Корея | 0:3 |     | 3:0 | 3:0 | 3 | 2 | 1 | 6:3 | 5 |
| 3 | Казахстан   | 0:3 | 0:3 |     | 3:0 | 3 | 1 | 2 | 3:6 | 4 |
| 4 | Иран        | 0:3 | 0:3 | 0:3 |     | 3 | 0 | 3 | 0:9 | 3 |

19 сентября: Южная Корея — Казахстан 3:0 (25:19, 25:19, 25:18); Китай — Иран 3:0 (25:16, 25:13, 25:13).
20 сентября: Южная Корея — Иран 3:0 (25:18, 25:14, 25:23); Китай — Казахстан 3:0 (25:16, 25:21, 25:22).
21 сентября: Казахстан — Иран 3:0 (25:22, 25:18, 25:4); Китай — Южная Корея 3:0 (25:23, 25:14, 25:22).

### Группа В
| М | Команда | 1   | 2   | 3   | 4   | И | В | П | С/П | О |
| - | ------- | --- | --- | --- | --- | - | - | - | --- | - |
| 1 | Таиланд |     | 3:0 | 3:2 | 3:0 | 3 | 3 | 0 | 9:2 | 6 |
| 2 | Япония  | 0:3 |     | 3:1 | 3:0 | 3 | 2 | 1 | 6:4 | 5 |
| 3 | Тайвань | 2:3 | 1:3 |     | 3:0 | 3 | 1 | 2 | 6:6 | 4 |
| 4 | Вьетнам | 0:3 | 0:3 | 0:3 |     | 3 | 0 | 3 | 0:9 | 3 |

19 сентября: Таиланд — Япония 3:0 (25:22, 25:20, 25:20); Тайвань — Вьетнам 3:1 (27:29, 25:20, 25:12, 25:20).
20 сентября: Япония — Тайвань 3:1 (25:18, 25:27, 25:23, 25:23); Таиланд — Вьетнам 3:0 (25:22, 25:20, 25:17).
21 сентября: Таиланд — Тайвань 3:2 (23:25, 25:17, 24:26, 25:17, 20:18); Япония — Вьетнам 3:0 (25:13, 25:17, 25:17).

## Плей-офф

### Четвертьфинал
23 сентября
Япония — Казахстан 3:0 (25:22, 25:19, 25:19)
Южная Корея — Тайвань 3:0 (25:18, 25:14, 25:11)
Таиланд — Иран 3:0 (25:15, 25:11, 25:15)
Китай — Вьетнам 3:0 (25:12, 25:14, 25:19)

### Полуфинал за 1—4 места
24 сентября
Таиланд — Южная Корея 3:2 (27:25, 22:25, 25:18, 20:25, 15:11)
Китай — Япония 3:0 (25:22, 25:21, 25:20)

### Полуфинал за 5—8 места
24 сентября
Тайвань — Иран 3:0 (25:14, 27:25, 25:15)
Казахстан — Вьетнам 3:0 (25:21, 25:14, 25:14)

### Матч за 7-е место
25 сентября
Вьетнам — Иран 3:0 (25:16, 25:16, 25:22)

### Матч за 5-е место
25 сентября
Казахстан — Тайвань 3:2 (22:25, 25:23, 15:25, 25:22, 17:15)

### Матч за 3-е место
25 сентября
Южная Корея — Япония 3:0 (25:22, 25:23, 25:7)

### Финал
25 сентября
Китай — Таиланд 3:0 (25:23, 25:21, 25:19)

## Итоги

### Положение команд
| Китай        |
| Таиланд      |
| Южная Корея  |
| 4. Япония    |
| 5. Казахстан |
| 6. Тайвань   |
| 7. Вьетнам   |
| 8. Иран      |

По итогам розыгрыша Таиланд и Южная Корея получили путёвки на Гран-при-2011. Китай и Япония уже имели приглашение ФИВБ на этот турнир. Казахстан проведёт квалификационные матчи к Гран-при-2011 с командой Африки.

### Призёры
Китай: Ван Имэй, Чжан Лэй, Шэнь Цзинси, Чжан Сянь, Вэй Цююэ, Ли Цзюань, Сюй Юньли, Сюэ Мин, Чэнь Лии, Ма Юньвэнь, Биань Юцянь, Фань Линьлинь. Главный тренер — Ю Цзюэминь.
  Таиланд: Пиянут Панной, Расами Супамул, Плэумчит Тинкао, Онума Ситтирак, Утайван Кенсин, Вилаван Апиньяпонг, Ампон Япха, Камонпон Сукмак, Нотсара Томком, Малика Кантонг, Эм-Он Пханусит, Тапапайпан Чайсри. Главный тренер — Ратчатагринкай Киаттипонг.
  Южная Корея: Хан Су Чжи, Ким Са Ни, Ла Хе Вон, Ким Мин Чжи, Нам Чжи Ён, Им Мён Ок, Ким Ён Кун, Хан Ю Ми, Хан Сон И, Ким Се Ён, Ян Хё Чжин, Ким Хи Чжн. Главный тренер — Пак Сам Рён.

### Индивидуальные призы
MVP:  Ван Имэй
Лучшая нападающая:  Ким Ён Гун
Лучшая блокирующая:  Ян Хё Чжин
Лучшая на подаче:  Чэнь Вань Тин
Лучшая связующая:  Нотсара Томком
Лучшая либеро:  Чжан Сянь
Самая результативная:  Ким Ён Гун